# Dacia Lăstun
La 500 Lăstun est une petite automobile citadine de la marque roumaine Dacia.

## Description
Le premier prototype est réalisé en 1982. Elle consomme 3 litres au 100 km, pèse 500 kg et roule à une vitesse de pointe de 100 km/h.
Elle est produite au sein de l'usine Tecnometal à Timișoara à l'ouest de la Roumanie.
La première série livrée en janvier 1989 est une mini citadine bicorps en fibre de verre, motorisée par un bicylindre de 499 cm3 et 22,5 ch. Le moteur à deux cylindres était refroidi par air par un turbocompresseur et le carburateur Carfil était tiré de la Dacia 1300. Pour réduire les coûts de fabrication, des composants ont été empruntés à d'autres véhicules. Par exemple, les phares étaient similaires à ceux du tracteur UTB U650. Équipée d'une boîte de vitesses manuelle à 4 rapports, elle pèse 590 kg et sa vitesse de pointe atteint 106 km/h.
Sa production, 6 532 exemplaires, prend fin en 1991. Les derniers modèles en stock ont été écoulés en 1992.